# Саксайваман

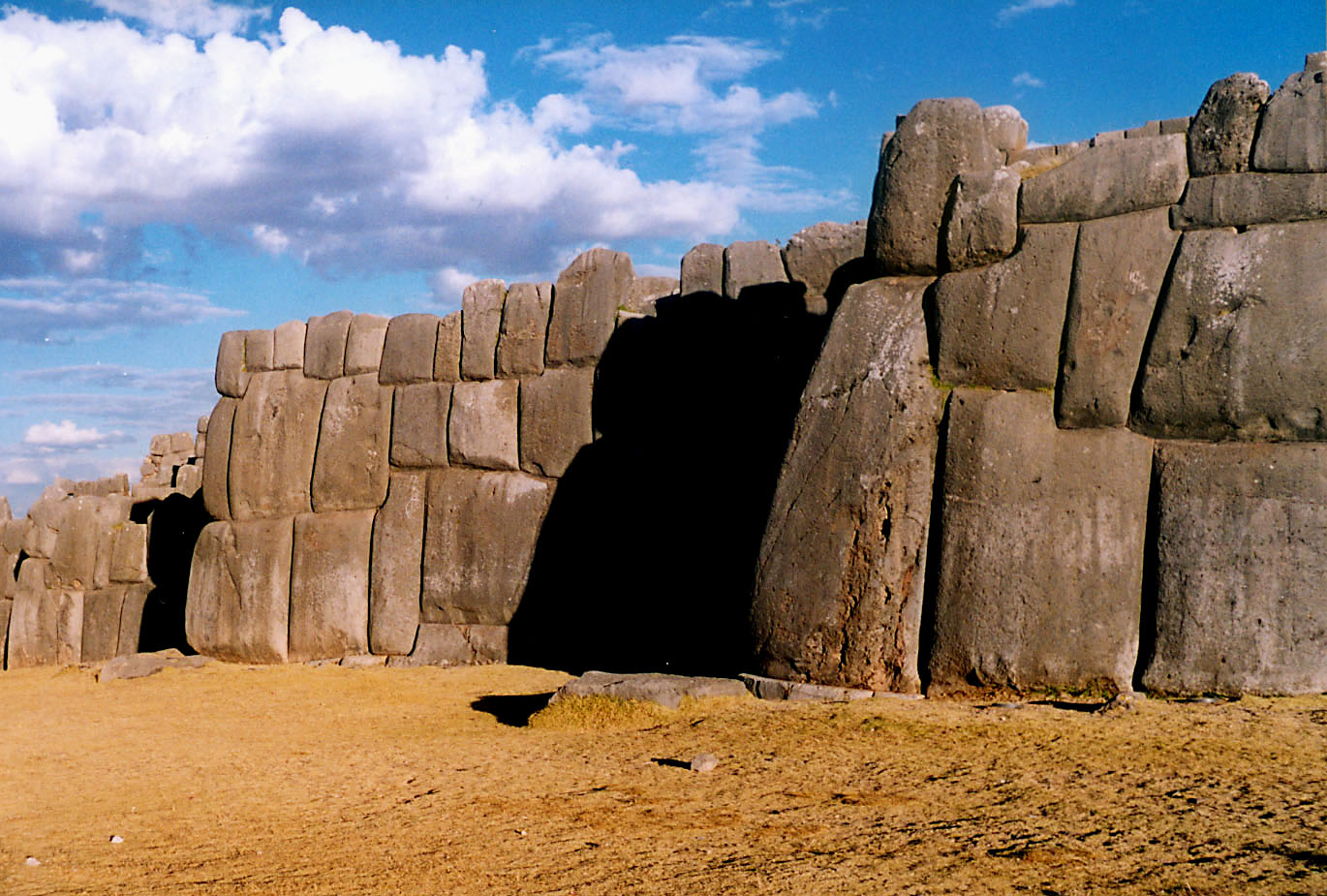
Фортеця Саксайваман

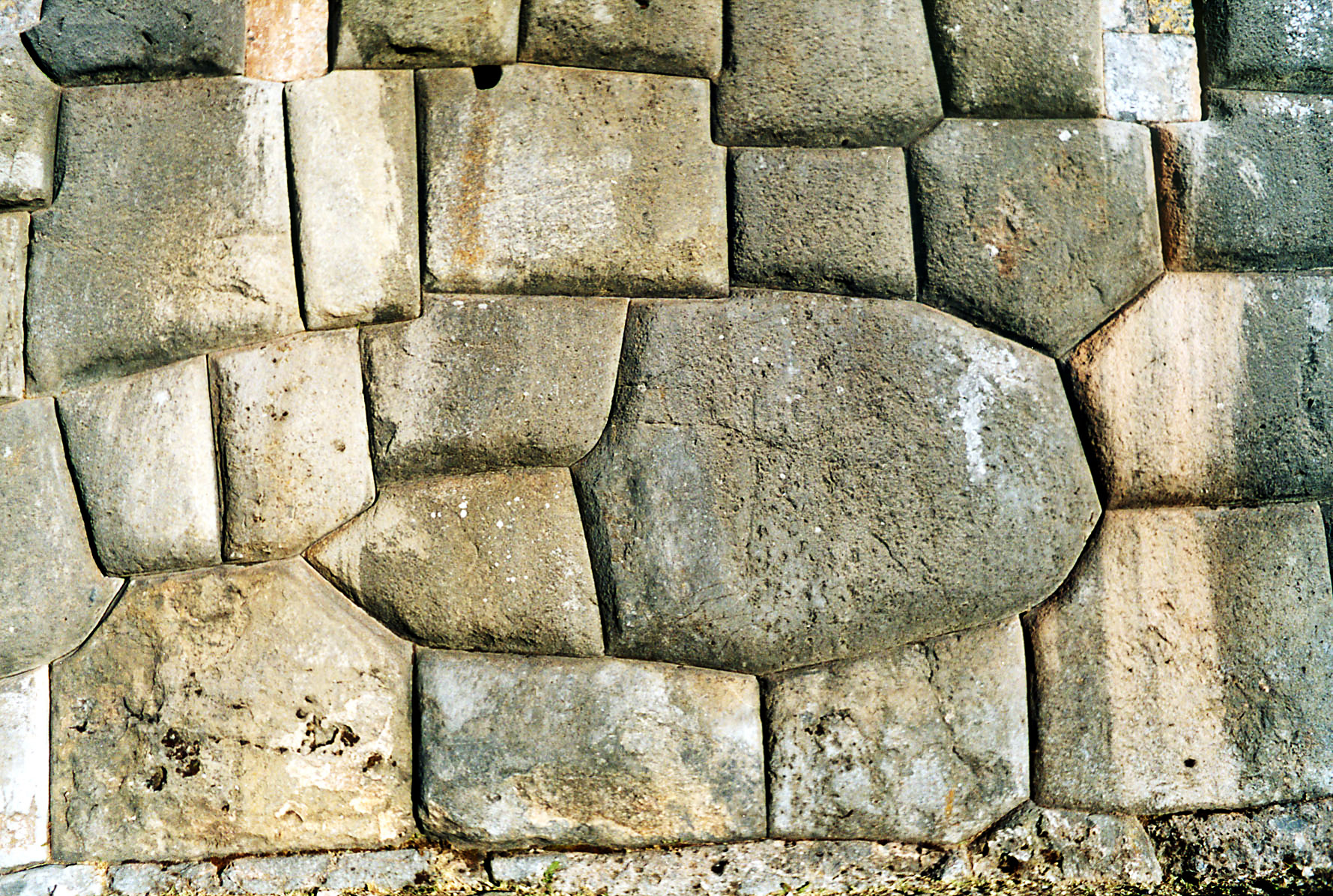
Кам'яна кладка

Саксайвама́н (кеч. Saksaywaman, букв. «Ситий яструб»; в іспанській транскрипції ісп. Sacsayhuaman) — мурована фортеця (пукара), неподалік історичної частини міста Куско (столиці Інкської імперії), розташована на висоті 3701 м. Сучасне Перу.

## Будівництво і архітектура фортеці
Саксайваман складений з вапняку, що був оформлений у величезні полігональні мегаліти, що склали основу цитаделі. Дослідники інкської технології тесання каміння відзначають її схожість до давньоєгипетської.
Головні укріплення цитаделі містяться з півночі. Циклопічний мур складається з 3 рівнів (поділених на частини); ці бруствери складені виступами, кутніми тупиками й контрфорсами.
Камені, використовувані в будівництві цих терас є одними з найбільших що використані в будь-якій будівлі в доіспанській Америці, також вражає точність підгонки, що не має собі рівних в Америці. Ця точність у поєднанні із закругленими кутами блоків, різноманітність їх взаємопов'язані форми та нахил стін всередину, як вважають, допомогли спорудам пережити руйнівні землетруси в Куско. Довжина найдовшої з трьох стін становить близько 400 метрів та заввишки близько 6 метрів. Оцінки маси найбільших блоків варіюється від 128 до майже 200 тонн.
Відомі декілька брам фортеці (один з входів був центральним). По краях передньої лінії підземних ходів розташована пара квадратних бійниць (бойових башт майумарка).
На території фортечного комплексу містились великий палац правителя, склади для харчових і військових припасів, приміщення для рядових воїнів і служників, штучна водойма, куди стікала вода від опадів тощо.
13 березня 2008, археологи виявили додаткові руїни на периферії Саксайваману. Вважається, що вони були побудовані культурою Killke, точна функція цих споруд залишається невідомою. Ця культура існувала протягом сотень років до інків.

## Легенди, історія та сучасність
За переказами фортецю спорудив перший інка Манко Капак. У плані Куско, що своїми обрисами нагадує пуму, фортеця править за зуби.
Зараз достеменно відомо, що будівництво Саксайвамана розпочато за Інки Пачакутека після 1438 року, і протягом 70 років десятки тисяч індіанців займались її зведенням, скінчивши будівництво бл. 1500 року.
Педро де Леон у своїх нетлінних «Мандрівках…» описує враження іспанських конкістадорів від побаченого вперше Саксайвамана:
|  | Ані кам'яні акведуки Сеговії, ані будівлі Геркулеса, ні навіть творіння римлян не в змозі зрівнятися своєю величчю з цією фортецею |

Хронограф Інка Ґарсіласо де ла Веґа писав про фортецю Саксайваман:
|  | У тій частині, де гора має великий пологий схил і де вороги могли увійти у фортецю, побудували три мура, один за одним у похилій площині, якою здіймається гора… Перший мур демонстрував міць влади інків, і хоча два інших мура не поступаються першому, саме він (перший мур) вражає величчю кам'яних брил, із яких складений; той, хто не бачив цього на власні очі, не повірить, що з такого каміння можливо щось побудувати; тому на того, хто вдивиться в нього уважніше, це видовище справить незгладиме враження. |

Сьогодні Саксайваман є однією з головних туристичних принад Куско і Перу в цілому.
У «Коментарях про царство інків» Гарсаліса де ла Вега (XVI ст.) про цю пам'ятку сказано: «Це неможливо уявити. А коли побачиш своїми очима, починає здаватися, що тут не обійшлося без чаклунства й що це справа рук демонів, а не людей. Він побудований з таких величезних каменів і в такій безлічі, що відразу виникають питання, як індіанці добували ці камені і як доставляли їх сюди, як обробляли їх і ставили один на одного з такою точністю? Адже вони не користувалися ні залізом, ні сталлю для того, щоб проникати в скелю, обтісувати й полірувати камінь. У них не було ні волів, ні возів для перевезення, хоча в усьому світі не знайдеться таких возів і волів, щоб упоратися із цим завданням — настільки величезні ці брили й настільки важкі гірські стежки, якими їх доставляли».